# Josef Dessauer
Josef Dessauer   (Praga, 28 de maig de 1798 - Mödling, 8 de juliol de 1876) fou un compositor txec.
Encara molt jove estudià amb molt de profit el piano i la composició, que descuidà més tard, perquè els seus pares volien que es dediqués al comerç. Malgrat això, en un viatge que va fer a Milà, es va convèncer, que posseïa aptituds reals per la música, i des de llavors, sense abandonar els negocis, dedicà a l'art tot el temps que podia. Viatjà per Anglaterra i França i va romandre mesos a París amb l'ànim de fer representar una òpera, però desanimat perquè no assolia trobar ni un llibre, retornà al seu país. Cultivà, diversos gèneres, però destacà en els lieder, podent alguns d'ells, pel seu sentiment i originalitat, comparar-se amb els de Franz Schubert, especialment els titulats L'asil, Margarida, Els dos taüts, etc. molt inferiors són les obres restants, entre les que hi figuren les òperes còmiques Domingo, Lidwinn, Paquita i Ein Brusch in Saint-Cyr.